# Reducerende suiker

Deze uitgevouwen vorm van glucose (met de aldehydegroep rechts) kan als reductor reageren: het is een reducerende suiker, die dus elektronen afstaat.

Een reducerende suiker is een koolhydraat dat door zijn vrije aldehydegroep of zijn vrije ketongroep een andere verbinding kan reduceren (er elektronen aan kan schenken). Alle monosachariden zijn reducerende suikers, samen met enkele disachariden, sommige oligosachariden en zelfs een aantal polysachariden. Monosachariden kunnen globaal in twee groepen worden verdeeld: de aldoses, die een aldehydegroep hebben, en de ketoses, die een ketongroep hebben. Ketoses moeten eerst tautomeriseren tot aldoses voordat ze kunnen optreden als een reducerende suiker. Veel simpele koolhydraten die in voeding voorkomen, zoals glucose, galactose en fructose zijn allemaal reducerende suikers.
Disachariden kunnen worden geclassificeerd als reducerend of niet-reducerend. Niet-reducerende disachariden zoals sucrose en trehalose hebben een glycosidische binding tussen hun anomere koolstofatomen en kunnen niet uitgevouwen worden; de reducerende groep zit vast in de cyclische vorm. Bij reducerende disachariden zoals lactose en maltose is slechts een van de twee anomere koolstofatomen betrokken in de glycosidische binding; de andere is vrij en kan als aldehyde reageren.
Reducerende suikers zijn in staat te reageren met aminozuren in de maillardreactie, een reeks reacties die optreedt tijdens het koken van voedsel op hoge temperaturen. De maillardreactie is van belang bij het bepalen van de smaak van voedsel. De niveaus van reducerende suikers in wijn, sap en suikerriet zijn indicatief voor de kwaliteit van deze voedingsmiddelen.

## Terminologie

### Redoxreactie
Een reducerende suiker kan een andere verbinding reduceren; zelf zal het geoxideerd worden. Tijdens de redoxreactie wordt de carbonylkoolstof van het suikermolecuul geoxideerd tot een carboxylgroep. Een koolhydraat wordt alleen geclassificeerd als een reducerende suiker als deze een uitgevouwen (niet-cyclische) vorm heeft, waarin een aldehydegroep of een vrije hemiacetaal aanwezig is.

### Reducerend uiteinde
Disachariden bestaan uit twee monosachariden en kunnen zowel reducerend als niet-reducerend zijn. Een reducerend disacharide zal slechts één reducerend uiteinde hebben, omdat disachariden bij elkaar worden gehouden door een glycosidische binding, die uit ten minste één anomere koolstof bestaat. Slechts één anomere koolstof is dan beschikbaar om een andere verbinding te reduceren: dit wordt het reducerende uiteinde van de disacharide genoemd. Een niet-reducerend disaccharide heeft geen enkel vrij koolstofatoom: beide zitten vast in de glycosidische binding.